# Rebus sic stantibus
Rebus sic stantibus és una expressió llatina que s'utilitza en el món jurídic i que pot traduir-se per "mentre siguin així les coses". De fet, la locució llatina completa és omnis conventio intelligitur rebus sic stantibus, que ve a dir que tot acord té sentit mentre les circumstàncies originals es mantinguin i no sofreixin modificacions fonamentals.
En l'àmbit del dret se sol parlar de la “clàusula rebus sic stantibus” o simplement de “clàusula rebus”. Tot i que rarament aquesta expressió aparegui escrita així (en llatí) a la legislació o en els contractes, sovint hi apareix sota expressions diverses que remeten a la mateixa idea, com és ara “canvi fonamental de circumstàncies” o “excessiva onerositat sobrevinguda”. I fins i tot, en alguns moments s'ha considerat que en els textos hi és acceptada implícitament. A vegades, hom també s'hi refereix parlant del “principi rebus” o de la “norma (o regla) rebus”. O, en anglès, com a hardship. En qualsevol cas, l'expressió llatina ha fet fortuna per a permetre entendre’s davant la diversitat d'expressions utilitzades per a referir-se al mateix concepte.

## Concepte
En el món del dret, la clàusula rebus s'invoca només a propòsit de contractes (o tractats internacionals si és el cas) d'execució successiva (és a dir, aquells amb una prestació diferida en el temps). I s'invoca per tal d'aconseguir una modificació del contracte o una rescissió davant un canvi imprevist de circumstàncies que facin que la seva execució hagi esdevingut excessivament onerosa per a una de les parts contractants. O sigui, per evitar que la part perjudicada pel canvi de situació hagi d'assumir un encariment desmesurat de les seves obligacions: un encariment que es considera que mai hauria pogut preveure al moment de signar l'acord o el contracte.
D'entrada cal dir que no s'admet qualsevol canvi de circumstàncies per a justificar-ne l'aplicació, sinó que han de ser canvis substancials, extraordinaris, que afectin les circumstàncies preponderants del moment de la signatura de l'acord inicial. Han de ser canvis, a més, totalment imprevisibles al moment de signar els acords. I el canvi de situació ha de provocar un desequilibri extremadament desproporcionat entre les obligacions contretes per les parts. I fins i tot reunint aquests tres elements, cal estudiar-ne bé cada cas i mesurar bé l'admissibilitat de la seva aplicació.
En qualsevol cas, s'ha de diferenciar d'altres figures jurídiques destinades igualment a eximir de les seves obligacions a una part contractant, com pot ser la força major, la impossibilitat sobrevinguda o la pèrdua de la cosa. En tots aquests casos es fa referència a la impossibilitat per una part de complir amb les seves obligacions. Però quan s'invoca la clàusula rebus, la part perjudicada no és que es trobi del tot impossibilitada de complir, sinó que pot fer-ho; només que li representa un cost extremadament exagerat, desproporcionat, i imprevist.

## Justificació
Si bé antigament, sobretot en el dret francès, s'incloïa formalment la clàusula rebus sic stantibus a tots els contractes d'aplicació successiva, aquest costum va decaure en considerar que aquesta clàusula era implícita en qualsevol contracte, ja que anava lligada amb la voluntat dels contractants: si aquests signaven un contracte i adquiriren unes obligacions era en funció d'una realitat determinada, i calia considerar doncs que existia un acord tàcit entre ells que si les circumstàncies fossin fonamentalment diferents la voluntat seria una altra i, en conseqüència, la part perjudicada pels canvis podia demanar la dissolució del contracte o la seva modificació. No obstant, com remarca el professor francès Nguyen, aquesta teoria és dubtosa: tan es pot suposar l'acord tàcit de la seva existència com justament l'acord exprés de no fer figurar aquesta clàusula en l'acord. La veritat és que el mateix dret francès ha estat descartant aquesta existència implícita des d'una sentència contrària de la seva Cour de Cassation (de 1876); i així ha seguit fins a la recent modificiació del Codi Civil francès, el 2016, que finalment admet la possibilitat de considerar-la.
Una altra justificació al·legada per a permetre’n la seva aplicació –potser més pragmàtica– és que així, tot reequilibrant les prestacions inicialment pactades, es pot mantenir el contracte que altrament podria esdevenir inaplicable. O, també, que acollint-se al principi d'equitat davant de supòsits excepcionals i del tot imprevistos per les parts, davant d'un canvi inesperat es pugui suavitzar l'efecte excessivament rigorós per a una de les parts. O en el principi de la bona fe, considerant que en un contracte cada part hi accepta unes circumstàncies esperables, fora de les quals potser no l'hauria signat. Certa jurisprudència anglesa va acceptar la teoria que, amb els canvis sobtats i bruscs de circumstàncies, podria arribar-se a la “desaparició de la base del contracte” o a la “frustració del contracte”, acceptant així d'aplicar l'esmentada clàusula; no obstant, altres tribunals anglesos van desestimar aquesta visió. Aquesta clàusula també és coneguda en anglès com a hardship, o sigui “penúria” o “dificultat” per l'”excessiva onerositat sobrevinguda”.
En realitat, admetre l'existència tàcita d'aquesta clàusula en els acords entra en col·lisió directa amb un dels principis bàsics del dret: la regla pacta sunt servanda, que significa que “els pactes s'han de complir” i que és la base de la seguretat jurídica en tot tipus d'acords (contractes civils o mercantils, contractes administratius, acords i tractats internacionals...). La clàusula rebus és una clàusula perillosa, perquè pot posar en qüestió l'essència mateixa del Dret. Per tant, tan en el dret internacional com en els drets interns (estatals) es delimita amb molta cura la seva eventual aplicació. S'admet que pot ser útil per adaptar un acord a una nova realitat imprevisible, però també que ha de ser un recurs veritablement excepcional.

## Aplicació
El reconeixement normatiu d'aquesta clàusula, i la seva eventual aplicació per part dels tribunals, varia segons a l'àmbit jurídic a què ens referim:

### En Dret Internacional Públic
En el Dret Internacional Públic (el que regeix les relacions entre els estats) un principi equivalent al rebus sic stantibus és previst a l'article 62 del Conveni de Viena sobre el dret dels tractats (conveni del 23 de maig del 1969), titulat precisament “Canvi fonamental en les circumstàncies”. Enlloc hi surt citada l'expressió llatina; però el concepte és el mateix. En aquest article, que ve a admetre la màxima rebus, ja d'entrada l'exclou radicalment per als tractats o acords internacionals que estableixen una frontera, i també quan el canvi de circumstàncies resulti d'una violació realitzada per la part que ho al·lega, o provingui d'una obligació nascuda del mateix tractat o de qualsevol altra obligació internacional respecte a qualsevol altra part en el tractat. És més, en el paràgraf primer de l'article, s'estableix que el principi general és que aquesta clàusula no es pot al·legar mai, encara que “un canvi fonamental en les circumstàncies existents en el moment de la conclusió d'un tractat (...) no fos previst per les parts”. I només admet, de forma estrictament excepcional, la possibilitat d'invocar el principi rebus si es donen simultàniament dues condicions: que la circumstància que s'ha vist fonamentalment alterada “constitueixi una base essencial del consentiment de les parts a obligar-se pel tractat”, i que alhora aquest canvi “tingui per efecte modificar radicalment l'abast de les obligacions que encara hagin de complir-se en virtut del tractat”. I, per acabar, el mateix article 62 avisa que, fins i tot en aquests casos excepcionals, l'estat que invoqui aquest canvi radical de circumstàncies no necessàriament ha de donar per acabat el tractat o retirar-se’n, sinó que també pot recórrer a una suspensió temporal.
Però amb tenir el dret –recordem que excepcional– d'invocar la clàusula rebus no n'hi ha prou. L'article 62 només delimita els pocs casos en què un Estat la pot invocar. Res d'una aplicació unilateral en benefici propi. Justament, en els articles 65 i següents del mateix Conveni de Viena s'estableix el procediment a seguir. Aquest procediment consisteix en comunicar la seva pretensió als altres estats-part en el tractat o acord internacional; la comunicació ha d'exposar la mesura que es proposa i les raons que la justifiquen; s'han de respectar uns terminis determinats per si algun dels altres estats signants vol presentar les seves objeccions; si passat el termini ningú ha presentat objeccions, l'estat proposant pot adoptar la mesura que havia proposat; però si hi ha tan sols una objecció, el conjunt dels signants del tractat han de negociar i pactar una solució d'acord amb els mitjans previstos a la Carta de les Nacions Unides (art.33); i si després de dotze mesos de la presentació de les objeccions no s'ha arribat a cap acord, s'ha de constituir una Comissió de Conciliació (prevista en l'Annex del Conveni de Viena), la qual disposa de dotze mesos més per a redactar el seu propi informe amb les propostes de resolució amistosa, informe que en darrer terme es diposita en mans del Secretari general de les Nacions Unides. Convé recordar que l'article 33 de la Carta de les Nacions Unides, invocat expressament en el Conveni de Viena, obliga els estats a resoldre pacíficament els seus desacords, si cal per via d'un arbitratge conjuntament acordat, o per la via judicial.
Així, doncs, l'aplicació de la clàusula no és automàtica, no és fàcil i s'ha d'estudiar al cas per cas. De fet, les decisions de tribunals internacionals (judicials o arbitrals) que s'han hagut de pronunciar sobre aquest tema mai han trobat que es reunissin les condicions necessàries. És el cas de la Cort Internacional de Justícia (CIJ), que arriba a precisar que “els canvis de circumstàncies que han de ser considerats com a fonamentals o vitals són aquells que posen en perill l'existència o el desenvolupament vital d'una de les parts”. Naturalment que molts estats ho han intentat, però sense èxit.
Sense èxit per la via judicial. Però sí que en certs casos, tal com preveu el Conveni de Viena, s'han arribat a acords consensuats de modificació parcial per via de la negociació entre les parts d'un tractat. I també s'ha donat algun cas d'unilateralitat d'algunes potències, que han invocat el canvi de circumstàncies encara que sigui sense l'aval legal ni de cap instància judicial: un exemple, la declaració unilateral del 1990 per part de les quatre potències administradores de Berlin que, arran de la imminent unificació d'Alemanya, es van desentendre de les obligacions sobre Berlin contretes en acabar la segona guerra mundial, a la qual cosa els dos governs alemanys es van limitar a prendre’n nota.
De totes maneres, en Dret Internacional, cal tenir present que la majoria de tractats i d'acords acostumen a contenir, entre el seu articulat, clàusules de revisió que en determinades circumstàncies permet als estats signants d'aconseguir una exoneració temporal de les seves obligacions o una revisió consensuada. En aquests casos, doncs, les modificacions que en resulten ja no són en aplicació de la genèrica clàusula rebus sinó en aplicació del propi text del tractat, ben precís i pautat.
D'altra banda, algunes ONG que lluiten per l'abolició del deute extern del Tercer Món també fan servir aquest argument del canvi substancial de circumstàncies, sobretot arran de la pujada unilateral de les taxes d'interès per part dels Estats Units.

### En Dret Internacional Privat
En el cas dels contractes privats d'àmbit internacional, cada cop més abundants en un context de globalització, els diferents tribunals que han hagut de tractar d'aquesta qüestió han anat interpretant l'esmentada clàusula en funció de les respectives normes nacionals. Per aconseguir una certa harmonització de criteris han sorgit diferents iniciatives que reconeixen màximes semblants al rebus sic stantibus. Aquestes iniciatives són el Conveni de les Nacions Unides sobre contractes de compravenda internacional de mercaderis (CNUCCIM, Viena, 1980), els Principis de Dret Europeu dels Contractes (PECL en les seves sigles en anglès) en el seu article 6.111, els Principis Unidroit (Institut Internacional per a la Unificació del Dret Privat sobre contractes comercials internacionals), i la jurisprudència del Centre Internacional d'Arranjament de Diferències en Inversions (Ciadi).

### En Dret intern als Països Catalans
Els Països Catalans, com és sabut, pertanyen actualment a tres estats diferents i –en conseqüència– s'aplica un ordre jurídic diferent segons el territori a què ens referim: la legislació andorrana a Andorra, la francesa a la Catalunya del Nord, i l'espanyola o autonòmica corresponent a la resta de territoris.

#### A l'estat francès
En el dret francès, el Codi Civil ha estat renovat recentment; en concret, el 2016. I és a partir d'aquesta modificació que s'admet, per primer cop –i canviant radicalment la doctrina anterior– la possible aplicació de la clàusula rebus per part dels tribunals francesos. El text francès no utilitza per a res l'expressió llatina, però sí que el seu concepte: el nou article 1195 del Codi Civil es refereix al cas d'un changement de circonstances imprévisible.
En efecte, en el Codi Civil anterior era el seu article 1134 qui s'encarregava d'excloure taxativament la consideració de clàusules tàcites en un contracte i de limitar l'eventual intervenció del jutge a interpretar únicament les clàusules explícites del contracte. Segons deia l'article 1134, les clàusules del contracte són les que lliurement han establert i subscrit les parts contractants i, en conseqüència, els contractes tenen –per aquells qui els han signat– la mateixa força que la llei. De fet, aquestes mateixes afirmacions es reprenen en l'articulat del nou Codi Civil: en concret, als actuals articles 1103, 1104 i 1193. Però la novetat en el Codi actual, és la introducció del vigent article 1195 ja esmentat.
Abans de la reforma del 2016, doncs, la jurisprudència sobre la qüestió era constant en rebutjar l'admissió de la clàusula rebus. Era així des de la històrica sentència Canal de Craponne de la Cour de cassation (1876), la qual va afirmar amb contundència que “en cap cas pertoca als tribunals (...) de prendre en consideració el temps i les circumstàncies per modificar les convencions de les parts ni de substituir amb clàusules noves aquelles que han estat lliurement acceptades pels contractants”. Aquesta doctrina va començar a esquerdar-se tímidament amb les sentències de la mateixa Cort del 2004 (sentència Commune de Cluses) i del 2010 (sentència Soffimat), així com amb l'opinió de diferents juristes.
Ara, el nou Codi Civil i el seu flamant article 1195 ho capgiren tot. Així, ara, en cas de canvi imprevisible de circumstàncies fonamentals del contracte, la part perjudicada pot aspirar a l'aplicació d'aquesta clàusula. Això sí, sempre que es donin les tres condicions següents: que el canvi de circumstàncies fos imprevisible, que aquest canvi converteixi l'execució del contracte en excessivament onerosa, i que la part perjudicada no hagués acceptat explícitament d'assumir el risc. Si es donen les tres condicions, la part perjudicada pot demanar a l'altra part (o a les altres) de renegociar el contracte, la qual pot acceptar de renegociar (en aquest cas el contracte original se seguirà aplicant durant la negociació) o pot rebutjar-ho. En cas de rebuig, o en cas que les negociacions hagin fracassat, les parts tenen tres opcions: rescindir el contracte de comú acord, sol·licitar conjuntament al jutge que dicti l'adaptació del contracte a les noves circumstàncies o, en darrer terme, una de les parts pot acudir al jutge per tal que sigui aquest qui revisi o rescindeixi el contracte. Ara caldrà veure, no obstant, com apliquen aquest article els tribunals que siguin així requerits, i com evaluen l'existència en cada cas d'aquestes tres condicions. Una cosa és tenir dret a invocar la clàusula davant del jutge, i l'altra que el jutge decideixi aplicar-la en el cas concret que se li sotmeti.

#### A l'estat espanyol
A l'estat espanyol, la legislació no hi fa cap referència (ni el Codi Civil espanyol ni el Codi Civil català) i és la jurisprudència qui ha anat reconeixent aquesta figura a partir de la interpretació d'altres preceptes, com el de la "presumpció d'equivalència de les prestacions" o de “major reciprocitat en els interessos” en cas de dubte en els contractes onerosos (article 1289 del Codi Civil); o el principi de la bona fe contractual (article 1258 CC). No obstant, si bé els tribunals han reconegut repetidament l'existència implícita de la clàusula, n'han fet sempre una interpretació restrictiva considerant que, en la majoria dels casos que han jutjat, no n'esqueia la seva aplicació. Si bé el 2014 va semblar que el Tribunal Suprem, amb dues sentències seves, iniciava una tendència a reconèixer-ne la idoneïtat, en la jurisprudència posterior del mateix Tribunal s'ha retornat a l'aplicació restrictiva de la clàusula rebus: tot i reconèixer la seva existència, ha considerat que en els casos jutjats els canvis de circumstàncies o bé no eren extraordinaris o no eren imprevisibles, i que l'assumpció del risc contractual era assumit per les parts al moment d'establir el contracte.
De la jurisprudència espanyola en cal extreure, doncs, que les condicions d'aplicació del rebus sic stantibus són extremadament rigoroses. En primer lloc, segons els tribunals espanyols, cal que les noves circumstàncies siguin veritablement extraordinàries, imprevisibles i alienes al moment d'establir-se el contracte, i que les parts no hagin assumit –expressament o implícita pel tipus de contracte– els riscos contractuals, inclosos els imprevisibles. En segon lloc, cal que la nova situació provoqui un sobrecost desmesurat (és delicat de determinar quin és el mínim exigible de desequilibri) o la pèrdua de la finalitat del contracte (un contracte signat per obtenir una determinada finalitat que, posteriorment, degut als canvis, desapareix i ja no és possible d'obtenir, esdevenint així un contracte “inútil” per a la part que el va subscriure; exemple: llogar un balcó per veure un espectacle, el qual és sobtadament suspès). Finalment, queden exclosos de la clàusula rebus els contractes d'execució immediata, ja que al signar-lo les obligacions són concretes i explícites. També s'ha d'excloure’n una aplicació automàtica o una de generalitzada argumentant canvis genèrics (exemple, una crisi econòmica), ja que –en aquest supòsit– un mateix canvi general pot dur a conseqüències ben diferents en cada contracte concret (cal, doncs, un examen cas per cas).
- Reconeixement de la clàusula degut a la Covid-19.

La situació, però, pot canviar. En efecte, arran de la pandèmia de la Covid-19, la legislació catalana –i, en menor mesura, l'espanyola– van introduir per primer cop la noció de la clàusula rebus en l’àmbit dels contractes de lloguer de locals comercials. Es tracta, en els dos casos, de disposicions d’efecte temporal mentre es mantinguin restriccions per motius sanitaris a determinades activitats econòmiques.
El Govern de la Generalitat de Catalunya, va promulgar un decret-llei que va entrar en vigor el 22 d’octubre de 2020. Aquest nou text regula explícitament –de manera temporal i en certes circumstàncies– l’aplicació de la clàusula rebus; o, en tot cas, l’aplicació d’"una solució expeditiva en sintonia amb el fonament de la clàusula rebus sic stantibus”. Segons aquest decret-llei, la possible aplicació automàtica de la clàusula se circumscriu als contractes de lloguer sobre “béns immobles arrendats per a l’ús d'activitats industrials i comercials”, els quals hagin estat subscrits a partir de l’1 de gener de 1995, i només en el cas que el desenvolupament de les esmentades activitats industrials o comercials es vegin afectades per mesures de suspensió o de restricció per part de l’autoritat competent, a conseqüència –justament– de la lluita contra la pandèmia. El llogater afectat, segons el nou text, pot instar al propietari a negociar un nou acord i si –en el termini d’un mes– no s’hi arriba, s’aplicarà automàticament la reducció a un 50% del lloguer; i això mentre durin les mesures sanitàries de suspensió o restricció de l’activitat. La reducció s’aplica sobre la part desaprofitada del local afectat per les restriccions sanitàries. Durant aquest temps, i fins a tres mesos més, el llogater pot igualment desistir del contracte sense penalització. En definitiva, es tracta d'una disposició taxativa: imposa una solució determinada (la reducció del lloguer a un 50%) sense tenir en compte la situació concreta de les parts contractants. Aquesta solució és ben diferent, per exemple, de la que proposa la legislació francesa (i la jurisprudència majoritària arreu), que remet en darrer terme a un estudi cas per cas per part del jutge.
En el marc espanyol, és igualment un decret-llei (del desembre de 2020) qui va instaurar les noves mesures. És semblant al decret-llei català però amb matisos prou importants: destaca, per exemple, que només s’aplica en cas de propietats pertanyents a entitats públiques o a grans tenidors (titulars de més de 10 immobles); i que l’arrendador pot triar entre dues mesures: o la reducció automàtica del 50% del lloguer o una moratòria en el seu pagament.
Caldrà veure quina aplicació es fa d’aquestes mesures i si no deriva en una nova conflictivitat judicial que caldrà seguir. En el marc territorial del Principat de Catalunya preval el dret civil propi, però ja s’han sentit veus alertant o dubtant de l’aplicació de la norma espanyola en detriment de la disposició catalana. D’altra banda, defensors dels propietaris han qüestionat la constitucionalitat de la norma i han afirmat que crea inseguretat jurídica ja que, més que promoure legítimament la negociació degut a les circumstàncies excepcionals, allò que fa és substituir-la per l’avançament del resultat final, traspassant automàticament la pèrdua d’ingressos de l’arrendatari a l’arrendador. I, al seu torn, associacions per un lloguer assequible de la vivenda i algun sector polític reclamen que l’aplicació de la clàusula es reconegui també per al món de l’habitatge. Per tant, la intenció manifestada en l'exposició de motius del decret-llei català d’evitar “l'increment indesitjable de la litigiositat” i “el col·lapse del sistema judicial” podria fer, simplement, desplaçar la conflictivitat a un moment posterior. En qualsevol cas, el decret-llei català emplaça al Govern a aprovar, en el termini de dos anys (abans de finals del 2022), un projecte de llei que estableixi “la regulació de caràcter general necessària per al restabliment de l'equilibri contractual en els supòsits de canvi imprevist de circumstàncies”. Així, després del primer pas amb caràcter temporal i en motiu de la Covid-19, està anunciada al Principat de Catalunya la legislació definitiva i amb caràcter general de la clàusula rebus.

#### A Andorra
Tot i que arran de la crisi del Covid-19 a Andorra es comenci a parlar –com al Principat de Catalunya– d'eventuals modificacions legislatives per permetre fer front al canvi sobrevingut a les circumstàncies de molts contractes, la veritat és que fins al moment els únics criteris d'aplicació de la clàusula rebus són –com en el cas espanyol– d'origen jurisprudencial.
La jurisprudència andorrana sobre aquesta qüestió és recollida en la Sentència 103/03 del 8/01/2004 dictada pel Tribunal Superior de Justícia d'Andorra, la qual recorda que la clàusula rebus “constitueix un remei de talant molt excepcional i que els òrgans judicials han de ser escrupolosos en l'apreciació dels seus requisits” a l'estudiar concretament cada cas que els sigui sotmès. Els requisits exigits són idèntics als esgrimits en els països veïns: “s'ha de tractar d'una relació obligatòria de tracte successiu”, s'ha d'haver “produït una alteració extraordinària de les circumstàncies” inicials, aquesta alteració ha de ser “imprevisible” en el moment d'establir el contracte, i ha de produir “una desproporció rellevant entre les prestacions de les parts contractants” de les prestacions. I, “en darrer terme, (cal) que no existeixi altre remei o mecanisme per evitar el perjudici ocasionat a una de les parts”.
Per tant, si bé els tribunals n'accepten la seva existència, és clar que en recomanen una aplicació restrictiva i escrupolosa atenint-se a l'anàlisi de cada cas particular. En el cas concret de la sentència esmentada, el tribunal andorrà aplica la rebus per a resoldre un contracte, però insisteix a remarcar que es tracta d'una solució excepcional i quan no existeix cap altre remei, i evidentment analitzant amb lupa el cas concret que li era sotmès.

## Conclusió
Queda clar que la clàusula rebus sic stantibus és una clàusula que, si bé se n'arriba a admetre la seva existència, en tots els ordres jurídics es va amb molta cautela a l'hora de decidir a aplicar-la a cada cas concret. Com ja s'ha dit, és un remei veritablement excepcional i que cal estudiar cas per cas.